# Чили на летних Олимпийских играх 1936
Команда Чили принимала участие в Летних Олимпийских играх 1936 года в Берлине (Германия) в шестой раз за свою историю, пропустив Летние Олимпийские игры 1932 года, но не завоевала ни одной медали. В составе сборной из 40 спортсменов, 39 мужчин и 1 женщина, приняли участие в 27 соревнованиях по 8 видам спорта:
- лёгкая атлетика: Ракель Мартинес бежала стометровку и заняла 5 место.
- баскетбол (мужчины) — в отборочных турах команда выиграла у сборных Турции и Бразилии, но проиграла Италии со счётом 27-19.
- бокс: лучший результат показал Карлос Лилло, выступавший в лёгком весе, победивший южноафриканца Томаса Хэмилтона-Брауна и египтянина Косту Хакима, дошедший до четвертьфинала, где уступил эстонцу Николаю Степулову.
- велоспорт: (только мужчины) индивидуальный зачёт / командный зачёт / спринт
- фехтование (только мужчины)
- парусный спорт: Эрих Вихманн-Харбек занял 4 место в классе «Олимпик» (яхта «Майнц» под номером 322)[2][3]
- стрельба из пистолета, 50 метров[4]:
  - Роберто Мюллер — 14 место[5]
  - Карлос Лаланн — 16 место[6]
  - Энрике Охеда — 29 место[7];
- плавание: Вашингтон Гусман Сото, Альфонсо Касасемпере, Хорхе Берроэта, Карлос Рид[8]

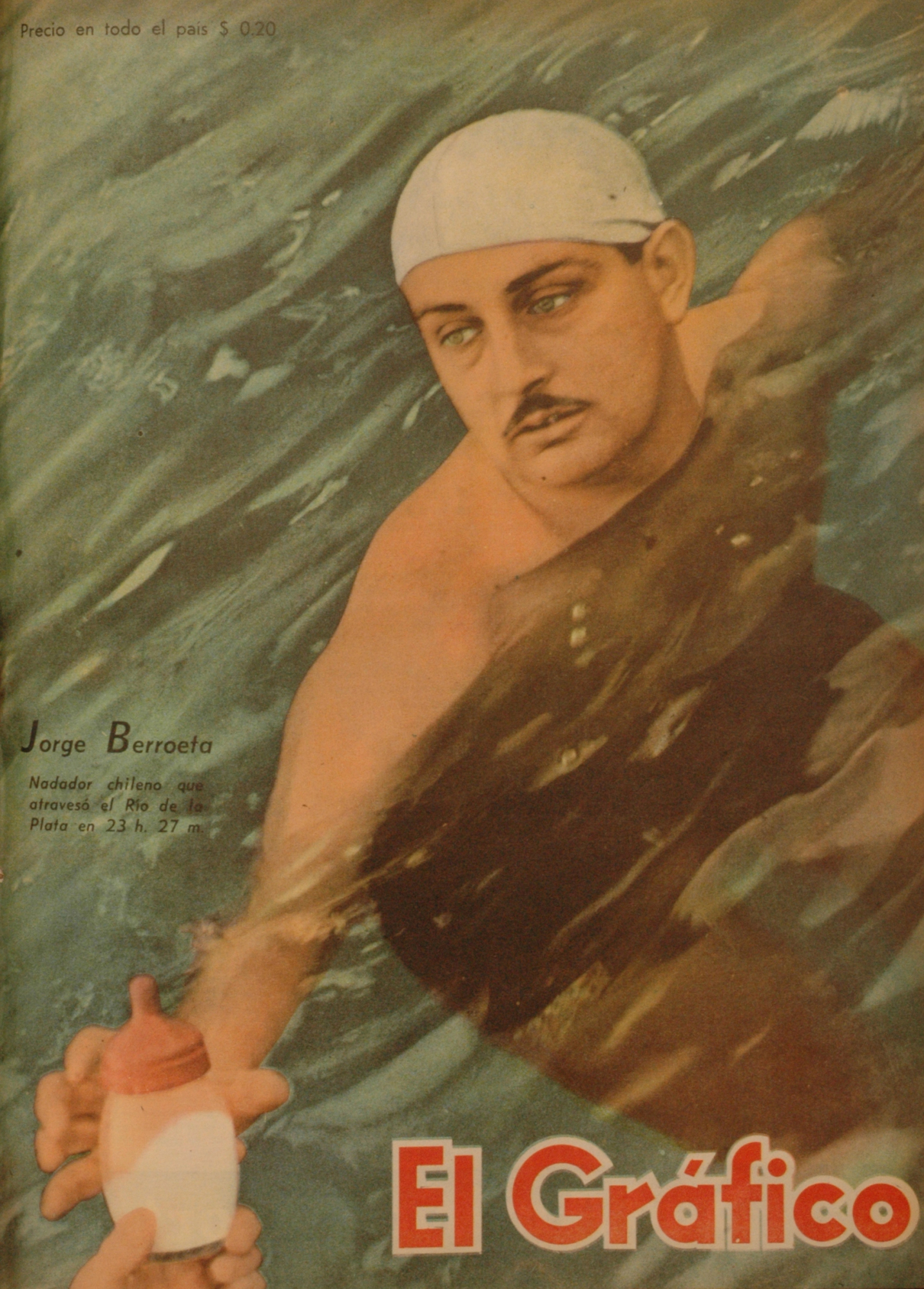
пловец Хорхе Берроэта